# Henryk von Weida
Henryk von Weida, także Henricus de Wida, Wychda (ur. przed 1200, zm. 16 września 1246) – mistrz krajowy zakonu krzyżackiego w Prusach i pierwszy wielki szatny w latach 1242-1244.

## Życiorys
Henryk von Weida pochodził z Turyngii z wpływowej i zamożnej rodziny. Jego ojcem był wójt Weidy Henryk II von Weida zwany Bogaczem. Wraz z dwoma braćmi (też o imionach Henryk) uczestniczył w wyprawie krzyżowej cesarza Fryderyka II do Ziemi Świętej, która odbyła się w latach 1228–1229. Porzucając wraz z żoną Juttą stan świecki w ślad za starszym bratem w końcu roku 1237 lub na początku 1238, wstąpił w szeregi zakonu krzyżackiego. Żona Jutta została mniszką w klasztorze w Cronschwitz. Opiekę na czterema synami przejął biskup Naumburg (Saale). Początkowo związany z komendą w Plauen, poczynił szybką karierę, gdyż w maju 1240 roku kroniki odnotowały jego pobyt na zgromadzeniu braci zakonnych z baliwatów niemieckich w Mergentheim.
Następnie 1242 został obwołany mistrzem krajowym w Prusach, zastępując na tym stanowisku Poppona von Osternohe. Rządy jego w Prusach przypadły w bardzo trudnym okresie. Zmagać się musiał w ciągłych walkach z księciem gdańskim Świętopełkiem oraz z ogarniającym opanowane przez Krzyżaków ziemie powstaniem pruskim. Na okres jego panowania przypadła klęska wojsk zakonu w bitwie pod Rządzem. W roku 1244 opuścił Prusy wezwany na kapitułę zakonu do Ziemi Świętej, zwołaną w związku z trudną sytuacją po opuszczeniu zakonu przez dotychczasowego mistrza Gerharda von Malberga. Na konwencie Henryk złożył urząd i dostał zgodę na spędzenie reszty życia w rodzinnych stronach w Turyngii. Po śmierci pochowany w klasztorze Cronschwitz.